# Dicranota setulifera
Dicranota (Rhaphidolabis) setulifera là một loài ruồi trong họ Pediciidae. Chúng phân bố ở vùng Indomalaya.